# Credenzialismo
Il credenzialismo è una teoria sociologica sviluppata dallo studioso statunitense Randall Collins, secondo cui l'aumento della richiesta di qualifiche accademiche porterebbe alla loro progressiva svalutazione.
Il fenomeno si verifica in particolare quando i titoli necessari ad accedere a un dato lavoro aumentano con il passare degli anni, nonostante le competenze necessarie a svolgere la mansione rimangano pressoché identiche.
Nella società occidentale, la crescente dipendenza da titoli e certificazioni per accedere al mercato del lavoro avrebbe infatti provocato una situazione di "inflazione delle credenziali" (credential creep), ossia una sovrabbondanza di qualifiche e, di conseguenza, la svalutazione di diplomi e lauree in favore di titoli di studio superiori (o più titoli).

## Contenuto fondamentale
La funzione di produzione dell'istruzione può essere riassunta nelle seguenti proposizioni:
- I requisiti formativi del lavoro nella società industriale sono in costante aumento a causa dei cambiamenti tecnologici. In particolare, si verificano due processi:

1. Diminuisce la percentuale di lavori che richiedono competenze scarse o minime
2. Gli stessi lavori richiedono competenze più elevate

- L'istruzione formale fornisce le competenze specifiche e le abilità generali per i lavori più altamente qualificati
- I requisiti formativi formali dei lavori sono in costante aumento e una percentuale crescente di persone deve trascorrere più tempo a conseguire titoli di studio

## Tipologie
Si possono identificare due tipi di credenzialismo. Quello forte, legato a Collins (1979), e quello debole, formulato dall'economista Lester Thurow (1986):
- Il credenzialismo "forte" di Collins sostiene che l'aumento della popolazione formalmente qualificata impedisca all'istruzione accademica di influenzare i salari, alterando il rapporto tra guadagni e qualifiche mediante un eccesso di offerta.
- Il credenzialismo "debole" di Thurow muove dal presupposto che l'utilizzo dei titoli di studio quale criterio selettivo metta in luce come i lavoratori vengano scelti in base ad aspetti della personalità piuttosto che ad aspetti cognitivi (come la situazione familiare, la bravura come studenti, ecc.). Viene così mossa una critica all'istruzione quale strumento per attenuare le disuguaglianze economiche.

### Inflazione accademica
L'inflazione accademica si verifica quando un numero crescente di laureati inizia a svolgere lavori che precedentemente non richiedevano il conseguimento di titoli di studio elevati. La migrazione dei possessori di titoli di studio "superiori" (soprattutto laurea magistrale, master e dottorato di ricerca) verso tali settori fa sì che le relative occupazioni vengano considerate come "destinate ai laureati". Il risultato è che i requisiti minimi per accedere alle posizioni di lavoro in questione risultano accademicamente gonfiate anche per compiti di basso livello.
L'istituzionalizzazione della formazione professionale determina una riduzione delle opportunità di lavoro per le persone meno istruite nonché una riduzione delle possibilità di "imparare lavorando". L'inflazione accademica spinge infatti i datori di lavoro ad avere maggiore fiducia in certificati e diplomi ufficiali, rispetto alla verifica concreta del possesso delle competenze strettamente necessarie.

## Conseguenze
La transizione da un'economia industriale a un'economia della conoscenza (termine coniato dall'economista Peter Drucker) ha determinato una diminuzione della domanda di lavoro fisico e ad un aumento della domanda di lavoro intellettuale. Il processo in esame ha fatto sì che, specialmente a partire dalla seconda metà del XX secolo, si determinasse un eccesso di offerta di diplomati e laureati, innescando un'inflazione di credenziali. Quest'ultima ha avuto il duplice effetto di svalutare i titoli di studio e aumentare la competizione per i posti di lavoro, lasciando alle imprese il potere di selezionare in maniera più rigorosa ma al contempo creando nuove forme di esclusione sociale nel ceto medio.
A livello pratico, ciò si traduce nel fatto che alcune occupazioni che in passato richiedevano un diploma di scuola superiore, sono attualmente sempre più indirizzate a personale laureato; lavori che prima richiedevano una laurea, invece, attualmente richiedono un master; lavori che prima richiedevano un master, richiedono ora un dottorato di ricerca, e così via. La natura sempre più globale della competizione per le posizioni di alto livello è ritenuta un'altra causa dell'inflazione delle credenziali.
Le tendenze in esame sono altresì associate alla cosiddetta "inflazione dei voti", cioè la tendenza ad assegnare voti accademici progressivamente più alti rispetto al passato.